# 谢宝恩
谢宝恩（1972年6月—），男，汉族，河南滑县人。中共党员，博士学历。现任青海省政协秘书长。

## 简历
曾任青海省国土资源厅副厅长，青海省人民政府研究室（发展研究中心）副主任。
2019年1月，任青海省人民政府研究室（发展研究中心）主任；2020年1月，任青海省人民政府副秘书长，青海省人民政府研究室（发展研究中心）主任。
2021年8月，任中共西宁市委副书记（正厅级），市委教育工委书记。
2022年2月，任青海省乡村振兴局局长。
2024年1月，任青海省政协秘书长。